# Lucia V. Streng
Lucia V. Streng (c. 1910–1995) fue una farmacéutica y química nacida en Rusia. Se dedicó mucho de su carrera estudiando los gases nobles y sus propiedades, Exitosamente sintetizó difluoruro de kriptón. Con su marido, Alex G. Streng, tuvieron posiciones en la Universidad de Temple.

## Educación y vida
Fue entre las primeras mujeres en recibir un grado en ingeniería minera del Instituto Minero Ucraniano de Donezky. Nace en Rusia, pero durante la Segunda Guerra Mundial huyó del país con su marido e hijo. La familia vivió en Alemania del oeste por varios años; y, en 1950,  emigraron a Estados Unidos. Lucía Streng se ganaba la vida pintando lámparas de porcelana hasta que ella y su marido se ubicaron en posiciones en la Universidad de Temple.

## Carrera
Fue una investigadora asociada en el Instituto Temple de Investigaciones Universitarias varios años después que su marido, Alex G. Streng, fuese contratado como farmacéutico de búsqueda. Actuó en trabajos analíticos para la Agencia Federal de Minas así como compañías privadas. En los 1960s, Streng exitosamente sintetizó el difluoruro de kriptón.
Publicó un número de artículos, a menudo relacionados con trabajos experimentales con los gases nobles criptón y xenón. Sus contribuciones se observaron a veces de una manera menos formal que la autoría compartida: en los agradecimientos de uno de los papeles de Alex Streng, dando las gracias a Lucía y a otro colaborador frecuente, Abraham D. Kirshenbaum, por "sus contribuciones en el trabajo experimental."
Lucia se retiró del Instituto de Investigaciones en 1975.